# Mina Anahí

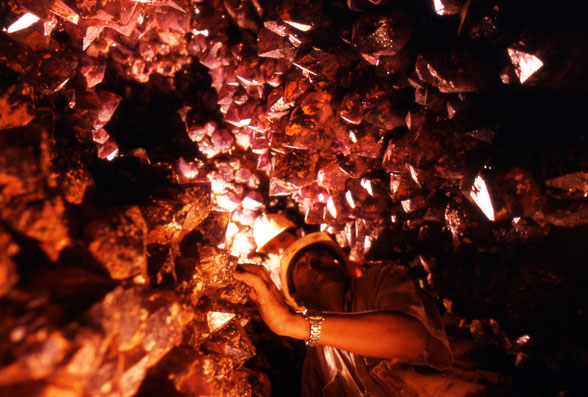
Mina Anahí situada en Bolivia, en el departamento de Santa Cruz.

La mina Anahí, situada en Bolivia, produce ametrino, la gema conocida como la bolivianita. Esta gema tiene una combinación de dos tonalidades de cristales de cuarzo: naranja o ámabar por el citrino y lila por la amatista.

## Historia
La mina Anahí es una leyenda de intriga y misterio internacional. En el siglo XVII, los europeos conocieron por primera vez el ametrino, cuando un español conquistador presentó muestras a su monarca. El conquistador había recibido la mina ametrina como dote cuando se casó con una princesa nativa llamada Anahí, de la tribu ayorea. El yacimiento fue explotado esporádicamente por indios de la tribu ayorea, que vendieron su producción en un puesto misional a comerciantes de piedras preciosas de Puerto Suárez. A finales del año 1970, comenzó la explotación activa, cuando la demanda de material para tallar gemas, impulsó a los comerciantes de gemas brasileños, bolivianos, y mineros paraguayos en el área. En 1989, cambios en la constitución boliviana y el código interno legalizó la minería en reservas fiscales. Y adquirió las concesiones una empresa boliviana, Minerales y Metales del Oriente S.R.L., la cual nombró oficialmente la mina Anahí en honor a la princesa ayorea. Además, reestructuró la minería y el comercio del ametrino.

## Ubicación
La mina Anahí está ubicada al este de Bolivia, en la provincia Germán Busch, cerca de las lagunas La Gaiba y Mandioré, en el municipio de Puerto Quijarro, Santa Cruz.

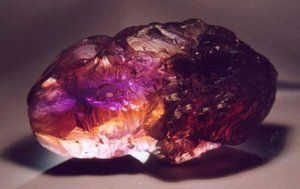
Ametrino, conocido como la bolivianita.

## Leyenda de Anahí
La leyenda de la princesa Anahí, narra sobre el romance entre una princesa, perteneciente de la tribu ayorea, y un conquistador español llamado Don Felipe. Cuando Don Felipe llega a las Américas, se enamora y toma como esposa a la princesa ayorea Anahí, de cuyo padre recibe como dote una gruta de semipreciosas gemas. 
Al pasar el tiempo, Don Felipe, decide volver a su tierra acompañado de su amada esposa. Esta decisión no fue aprobada por la tribu, quienes quisieron asesinar al conquistador Don Felipe. La princesa al saber de esto, ayuda a escapar a su amado, a quién le obsequia la gema que llevaba puesta como talismán. Luego, Anahí desaparece por siempre en la profundidad de la gruta. Al momento de que Don Felipe se salva, descubre una gema bicolor, que tiene como único recuerdo y símbolo de su amada princesa. A esta gema bicolor se la conoce como la Bolivianita.